# Justo Orozco
Gerardo Justo Orozco Álvarez (San José, 18 de febrero de 1950) es un político, abogado, educador y pastor evangélico costarricense. Fue diputado en el periodo 1998-2002 y luego en el periodo 2010-2014. Pertenece al partido conservador cristiano Renovación Costarricense.

## Biografía
Fundó en 1986 el Instituto Desarrollo de la Inteligencia del cual fue director y que es un colegio privado. Es fundador también de la Universidad Cristiana del Sur de la cual también es graduado. El 22 de junio del 2013 fue elegido por su partido candidato presidencial para las elecciones de 2014.

## Polémicas

### Acusaciones de homofobia
Levantó polémica al ser nombrado presidente de la Comisión de Derechos Humanos de la Asamblea Legislativa gracias a un pacto entre el oficialista Partido Liberación Nacional y partidos conservadores minoritarios, entre ellos, el suyo. Esto debido a su abierta oposición al tema de las sociedades de convivencia para parejas del mismo sexo que hubiese dotado a las parejas homosexuales de ciertos derechos ante la ley. Su nombramiento fue criticado duramente por partidos de oposición, la Defensora de los Habitantes y Asociación Americana de Juristas.
Ha levantado polémica al realizar públicamente comentarios homofóbicos y por solicitar la salida de la diputada Carmen Muñoz Quesada del Partido Acción Ciudadana, quien es abiertamente lesbiana, de la Comisión de Derechos Humanos del Parlamento que vio el tema de sociedades de convivencia posición condenada por el propio partido de la legisladora y distintos grupos y organizaciones políticas y sociales como discriminadora y homofóbica. A raíz de ello el plenario legislativo, al contrario, ovacionó a Muñoz por su labor. Orozco no fue renombrado en la comisión de Derechos Humanos.
La presidenta de la Red Feminista contra la Violencia contra las Mujeres calificó de "vengüenza" el actuar de Orozco.
La recusación de Orozco contra Muñoz no prosperó. El 4 de mayo de 2013 fue rechazada por el entonces presidente de la comisión Luis Gerardo Villanueva.
Según Villanueva "una recusación no cabe contra un diputado porque, primero, el derecho parlamentario no lo contempla y, segundo, porque la idea es que un legislador, al votar, tome posición a favor o en contra de las iniciativas de ley".

### Investigación de la Universidad Cristiana del Sur por emisión de títulos falsos
Durante el 2012 la Universidad Cristiana del Sur, de la cual Orozco es fundador y graduado fue allanada por el Organismo de Investigación Judicial por los delitos de falsedad ideológica y fraude a raíz de una denuncia interpuesta por el Colegio de Abogados de Costa Rica.  Las autoridades investigan acusaciones de emisión de títulos falsos y otras irregularidades en las carreras de Derecho, Teología y Administración. Entre las irregularidades detectadas por el Consejo Nacional de Educación Superior (CONESUP) se incluye la presunta compra de títulos, la participación de estudiantes matriculados sin haber finalizado la secundaria, el ejercicio de la labor docente por parte de estudiantes que no habían culminado la carrera (particularmente en la carrera de derecho donde se denunció que algunas materias del ramo eran impartidas por estudiantes que no se habían graduado aún como abogados y sólo tenían buenas notas) así como el presunto intercambio de favores sexuales por parte de estudiantes hacia docentes para obtener buenas calificaciones. Además de Orozco de esta universidad son graduados el dos veces diputado Óscar López Arias y el ex presidente de la Asamblea Legislativa Víctor Granados Calvo.

### Investigación por peculado
El Organismo de Investigación Judicial abrió una causa contra Orozco por presunto peculado a raíz de una acusación hecha por su exasesora de despacho Mayra González León que fue reportada en el noticiero Telenoticias de Teletica, en donde se afirma que presuntamente Orozco usó recursos de la Asamblea como asesores, material de oficina y espacio físico para realizar su labor privada de abogado. Su oficina en la Asamblea Legislativa fue allanada el 30 de septiembre de 2013.

### Acusación de abuso sexual
El 30 de junio del 2015, Orozco fue detenido por la policía del distrito de Pavas, por presunto abuso sexual. Según la versión inicial, Orozco se quedó de ver con una mujer de 29 años que solicitaba trabajo dentro del Partido Renovación Costarricense, cuyo contacto inicial fue por medio de la red social Facebook. Al final, Orozco presuntamente la invitó a pasear en su automóvil, y se dirigieron hacia un motel en Pavas y, según los reportes testimoniales, él intentó chantajear para aprovecharse sexualmente de la mujer, tocando sus partes íntimas e intentando besarla. Posteriormente fue acusado de otro intento de abuso sexual. 
A pesar de las varias investigaciones en su contra, el Partido Renovación Costarricense ratificó a Orozco en la Presidencia de su Comité Ejecutivo. En mayo de 2016 fue declarado absuelto de los cargos ya que no se presentaron declaraciones por parte de la acusación debido a que se llegó a un acuerdo con las demandantes.
| Precedido por: Óscar Ureña 1994-1998 | Diputado de la Asamblea Legislativa de Costa Rica (21º puesto por San José) 1998-2002 | Sucedido por: Último titular |

| Precedido por: José Manuel Echandi 2006-2010 | Diputado de la Asamblea Legislativa de Costa Rica (20º puesto por San José) 2010-2014 | Sucedido por: Último titular |